# Mutkov
Obec Mutkov (dříve také Molkov; německy Mauzendorf) se nachází v okrese Olomouc v Olomouckém kraji. Leží v Nízkém Jeseníku, asi 2 km jižně od Huzové a 8 km severně od Šternberka u silnice do Rýmařova. Žije zde 49 obyvatel.

## Název
Místní jméno bylo odvozeno od osobního jména Mutek a znamenalo „Mutkův majetek“. Nejstarší doložená podoba z roku 1320 Muchochov je zkomolenina, zkomolenina je i tvar Molkov užívaný v 19. a na počátku 20. století. Německé jméno vzniklo z českého.

## Historie
První písemná zmínka o obci pochází z roku 1320. Ves byla původně majetkem olomouckého biskupství, v 15. století ale zanikla a byla obnovena až v roce 1606 městem Olomouc, kterému patřila do roku 1850, kdy se v souvislosti se vznikem obecních samospráv stala samostatnou obcí v politickém a soudním okrese Šternberk. Po roce 1938 se Mutkov jako malá, téměř čistě německá obec stal součástí Sudet a po válce byli jeho původní obyvatelé odsunuti.
Součástí Mutkova byla původně i osada Pasecký Žleb (Passekgrund), kde byla provozována pila a mlýn, a spolu s ní se v letech 1961–1992 stal součástí obce Paseka. Poté se Mutkov opět osamostatnil, ale Pasecký Žleb již zůstal součástí Paseky.
| Rok      | 1869 | 1880 | 1890 | 1900 | 1910 | 1921 | 1930 |
| -------- | ---- | ---- | ---- | ---- | ---- | ---- | ---- |
| Obyvatel | 293  | 306  | 301  | 299  | 257  | 231  | 228  |
| Domů     | 43   | 43   | 43   | 42   | 43   | 45   | 45   |
| Rok      | 1950 | 1961 | 1970 | 1980 | 1991 | 2001 | 2011 |
| Obyvatel | 81   | 65   | 36   | 13   | 22   | 38   | 51   |
| Domů     | 31   | 12   | 11   | 7    | 8    | 15   | 15   |

1. ↑  Uvedeno bez Paseckého Žlebu.
2. ↑  Z toho 226 osob národnosti německé, 1 československé a 1 ostatní.[10]

## Pamětihodnosti
- Kaple Panny Marie z 2. poloviny 19. století
- Hrad Mutkov (též Huzová, Waldhausen) – terénní pozůstatky středověkého hradu, asi 1 km severovýchodně od obce